# Qiang
Los qiang (chino: 羌族; pinyin: Qiāng zú) son un grupo étnico, uno de los 56 reconocidos oficialmente en la República Popular China. Habitan sobre todo en la zona noroeste de la provincia de Sichuan.

## Idioma
Los qiang hablan dialectos pertenecientes al grupo de las lenguas sino-tibetanas. No tienen caracteres para representar su lengua, así que utilizan los de los han.

## Historia
En la antigua China, qiang era un nombre utilizado para designar a los pueblos no pertenecientes a la etnia han que vivían en la zona noroeste del país. Estos pueblos solían estar en guerra con los habitantes del valle del río Yangzi, ancestros de la etnia de los han.
Durante la dinastía Han oriental, el emperador Wu estableció una prefectura en la zona de Hexi, lo que hizo que muchos qiangs se trasladaran hacia otras provincias, entrando en contacto directo con los han. Durante la expansión del régimen tibetano (años 600 al 900), algunos qiang fueron asimilados por los tibetanos, otros por los han. Un pequeños grupos que permaneció independiente dio origen a la actual etnia de los qiang. En la actualidad, los qiang tienen identidad propia y se llaman a sí mismos como erma.

## Cultura

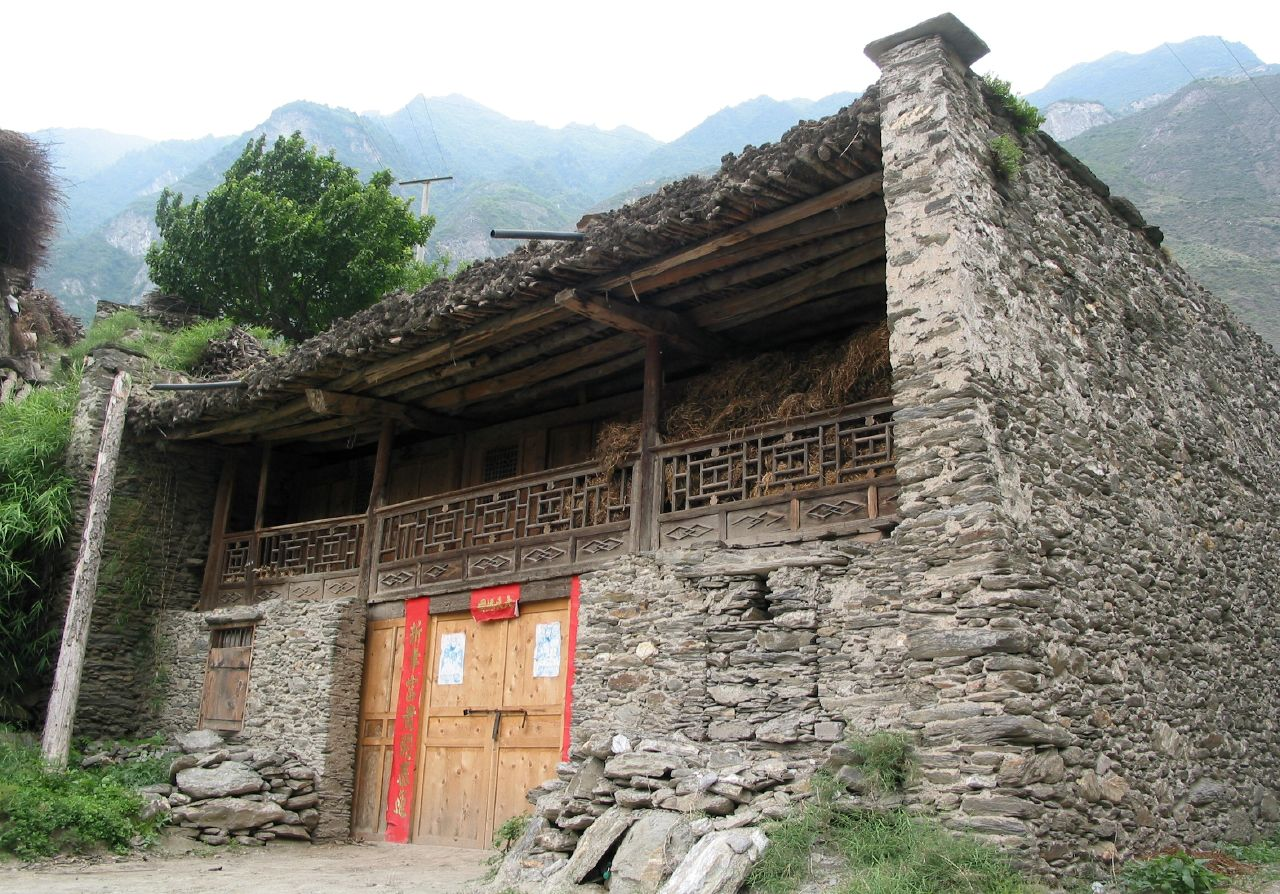
Vivienda tradicional qiang.

Los hombres y mujeres qiang utilizan trajes hechos de paño, algodón o seda completadas con chaquetas sin mangas hechas de lana. Siguiendo una antigua tradición, suelen llevar las piernas vendadas. También utilizan turbantes de color blanco o negro.
Las viviendas de los qiang están hechas con piedras de granito y suelen tener entre dos y tres pisos. El primer piso se reserva a los animales, el segundo se utiliza como vivienda y el tercero sirve como granero y almacén.
Los qiang tienen un ritual especial para los embarazos y nacimientos. Las mujeres embarazadas no pueden acercarse a la orilla del río o a los pozos ni asistir a la ceremonia de una boda.
Tras el nacimiento, no se permite a la madre entrar en la cocina hasta transcurrido un mes desde el parto ya que se considera que esta acción supone un ultraje a los dioses familiares. La mujer tampoco puede abandonar su casa o reunirse con extraños durante los 40 días que siguen al nacimiento.

## Religión
La mayoría de los qiang siguen la religión rujiao, culto politeísta en la que se adora unas piedras blancas colocadas en los tejados como el "dios del cielo". Consideran que este dios trae buena suerte en todos los aspectos de la vida cotidiana.
Por influencias culturales, los qiang que habitan las zonas cercanas al Tíbet practican el budismo tibetano. Existen también minorías de musulmanes y taoístas.